# Avro D
L'Avro D est un avion de sport biplan britannique construit avant la Première Guerre mondiale.

## Description
Premier biplan dessiné par Alliott Verdon-Roe, c'était un appareil à ailes égales non décalées avec structure bilongeron en bois entoilée. Le contrôle latéral était assuré par gauchissement de la voilure. Comme sur les premiers appareils réalisés par Alliott Verdon-Roe le fuselage était une poutre en bois de section triangulaire, mais le longeron inférieur s’arrondissait sensiblement et un revêtement en contreplaqué recouvrait la partie avant jusqu’au bord de fuite.  Un à deux passagers pouvaient prendre place à bord. L’empennage horizontal était sensiblement identique à celui du Triplan Roe no 4, mais l’empennage vertical préfigurait celui de l’Avro 504 : Une gouverne de direction articulée sur l’étambot, avec compensation aérodynamique, sans surface fixe. L’appareil reposait sur un train à large voie comportant deux patins assez long, chaque patin étant amorti par deux roues à rayon tenues par une lame d’acier.    

## Presque une série
Sept Avro D furent construits, présentant tous des différences. Le premier prenant l’air le 1er avril 1911. Dans les semaines qui suivirent ce premier vol le prototype effectua plusieurs tentatives de record de durée et des démonstrations devant une Commission de défense aérienne composée de parlementaires britanniques. Un Avro D fut ensuite acheté par la Royal Navy et, équipé de deux flotteurs devint le premier hydravion britannique à décoller, le 18 novembre 1911. Cet appareil fut ensuite utilisé pour des essais d’aviation embarquée à bord du croiseur HMS Hermione, que la Royal Navy envisageait de convertir en ravitailleur d’hydravions. Un autre Avro D fut construit spécialement pour participer au Tour de Grande-Bretagne organisé par le Daily Mail, avec un moteur de 60 ch, mais s’écrasa avant la course. Les derniers Avro D volaient encore en 1914. 